# Нінурта-кудуррі-уцур II
Нінурта-кудуррі-уцур II (букв. «Нінурта кордони бережи», шум.  md  MAS-NIG.DU-PAP) — цар Вавилонії, правив приблизно в 942 до н. е.
Син Набу-мукін-аплі. Від його правління не збереглося жодних документів того часу.

## Життєпис
Став наступником свого батька, що довго правив, під час правління якого він виступав як свідок відповідно до напису на кудурру про володіння нерухомістю або від 23-го, або від 25-го року правління Набу-мукін-аплі. Династична приналежність сім'ї невідома і всі троє її членів визнаються послідовними сучасниками ассирійського царя Тіглатпаласара II. Два написи на бронзових наконечниках із Лурестану містять напис «Нінурта-кудуррі-уцур», але, як правило, їх приписують більш раньоому, також маловідомому монарху на ім'я Нінурта-кудуррі-уцур I, який правив бл. 987—985 до н. е., в той час як третій напис володіння дає свій титул князя (LU.GAL) і думав, ймовірно, що буде ця людина, хоча насправді кожен з них може ставитися до будь-якої монарха. Релігійна Хроніка, можливо, була написана під час його правління, оскільки вона закінчується подіями, пов'язаними з царюванням його батька, хоча в єдиному екземплярі, що у нас написано в неовавилонському сценарій і, отже, пізно. Його правління було, можливо, занадто незначним для того, щоб знайти згадки в хроніці. Нінурта-кудуррі-уцур II правив 8 місяців і 12 днів.